# فرویتلاند (کارولینای شمالی)
فرویتلاند (به انگلیسی: Fruitland) یک محدوده ثبت‌نشده در شهرستان هندرسون ایالت کارولینای شمالی کشور ایالات متحده آمریکا است که جمعیت آن در سرشماری سال ۲۰۱۰ میلادی، ۲٬۰۳۱ نفر بوده‌است.